# Simone Büngener
Simone Büngener (* 24. Januar 1962), verheiratete Simone Noack, ist eine ehemalige deutsche Hürden- und Mittelstreckenläuferin.
Bei den Leichtathletik-Weltmeisterschaften 1980 in Sittard schied sie über 400 m Hürden im Vorlauf aus.
1982 wurde sie bei den Leichtathletik-Halleneuropameisterschaften in Mailand Fünfte über 800 m.
1980 wurde sie Deutsche Vizemeisterin über 400 m Hürden, 1982 in der Halle und im Freien Deutsche Vizemeisterin über 800 m.
Simone Büngener wurde von ihrem späteren Ehemann Manfred Noack trainiert. Sie startete bis 1983 für die Sport-Union Annen, danach für den ASV Köln und den TV Wattenscheid 01.

## Persönliche Bestzeiten
- 400 m: 54,20 s, 2. Juni 1982, Menden (Sauerland)
- 800 m: 2:01,69 min, 25. August 1982, Koblenz
- 1000 m: 2:39,42 min, 13. Juli 1982, Arnsberg
- 1500 m: 4:15,52 min, 29. Mai 1982, Fürth
- 3000 m: 9:37,5 min, 25. April 1982, Meschede
- 400 m Hürden: 57,40 s, 8. August 1982, Oldenburg